# Delia carduiformis
Delia carduiformis är en tvåvingeart som först beskrevs av Johann Andreas Schnabl 1911.  Delia carduiformis ingår i släktet Delia och familjen blomsterflugor. Arten är reproducerande i Sverige. Inga underarter finns listade i Catalogue of Life.